# Jean Dard
Pour les articles homonymes, voir Dard.
Jean Dard est un instituteur français (né le 21 juin 1789 à Maconge (Côte-d'Or) et mort le 1er octobre 1833  à Saint-Louis du Sénégal. Il a ouvert la première école d’Afrique noire francophone, à Saint-Louis, au Sénégal, en 1817. Il est l'auteur du premier dictionnaire de français-wolof et français-bambara, ainsi que d'une grammaire de wolof.

## Biographie
Jean Dard a pratiqué, dans l'école qu'il a fondée à Saint-Louis, ce qu’on appelle à cette époque « l’enseignement mutuel » se référant notamment aux écrits de l'abbé Gaultier (~1746 - 1818). Un des avantages de cette méthode pédagogique est de permettre à un seul enseignant de former de très nombreux élèves à la fois.

### Enfance et formation
- Il est le cinquième des six enfants de Denis Dard, manouvrier, et Anne Bourrelier.
- Il étudie, entre autres, à Autun, au petit collège de garçons annexé à l'école populaire gratuite instituée par Anne Marie Javouhey

### Vie de famille
En 1817 il épouse, « à la mode du pays », une signare, Marie Laisné, dont il aura un fils, Théodore-Auguste.
Le 20 janvier 1820 il se marie avec Charlotte Adélaïde Picard, témoin oculaire du naufrage de La Méduse. Ils auront trois enfants, nés en 1822, 1825 et 1827.

### Décès
Jean Dard meurt le 1er octobre 1833 à Saint-Louis, rue de l'Hôpital. Son épouse et ses trois enfants furent rapatriés aux frais de la Colonie.

### Œuvres
- Jean Dard, Dictionnaire français-wolof et français-bambara, suivi du dictionnaire wolof-français, Paris, Imprimerie royale, 1825, 300 p. (lire en ligne).
- Jean Dard, Grammaire Wolofe : ou méthode pour étudier la langue des noirs qui habitent les royaumes de Bourba-Yolof, de Walo, de Damel, de Bour-Sine, de Saloumé, de Baolé, en Sénégambie ; suivie d'un appendice, Paris, Imprimerie royale, 1826, 213 p. (lire en ligne).